# ブレス・ザ・チャイルド (曲)
『ブレス・ザ・チャイルド』（Bless the Child）は、Nightwishがリリースしたアルバム『センチュリー・チャイルド』からの2枚目のシングル。同曲をタイトル・トラックとしたミニ・アルバムとしてもリリースされた。
Pasi Takula が監督を務め、ビデオも制作されている。

## トラック・リスト

### Spinefarm version
1. Bless The Child (edit)
2. Bless The Child (original)
3. Lagoon

### Drakkar Version
1. Bless The Child
2. Lagoon
3. The Wayfarer

### Limited Edition MCD
1. Bless The Child
2. The Wayfarer
3. Come Cover Me (live)
4. Dead Boy's Poem (live)
5. Once Upon A Troubadour
6. A Return To The Sea
7. Sleepwalker (heavy version)
8. Nightquest

## 演奏者
- ターヤ・トゥルネン - 歌
- ツォーマス・ホロパイネン - キーボード
- エンプ・ヴオリネン - ギター
- ユッカ・ネヴァライネン - ドラムス
- マルコ・ヒエタラ - ベース、歌